# 성반응 주기
인간의 성반응 주기는 인간이 성적 자극을 받을 때의 생리 반응에 대한 4단계 모형이다. 이 모형은 이를 구성하는 순서에 따라 흥분기(Excitement phase), 고조기(Plateau phase), 절정기(Orgasmic phase), 쇠퇴기(Resolution phase)의 단계로 나뉜다. 이 용어들은 1966년 윌리엄 마스터스와 버지니아 존슨의 책 인간의 성반응에서 처음 소개됐다.

## 흥분기
흥분기(혹은 각성기, 초기 흥분기)는 인간의 성반응 주기의 첫 번째 단계이다. 이것은 키스나 애무, 야한 그림을 보는 등, 성적 각성을 일으키는 모든 에로틱한 신체적/정신적 자극으로부터 시작된다. 흥분기에서, 신체는 고조기에서 있을 성교를 준비하게 된다.

### 남녀의 흥분기
남녀를 통틀어, 흥분기에 들어서면 심장 박동수가 증가하게 되고(심박 급속증), 호흡이 가빠지며, 혈압이 상승한다. 특히 직접적인 자극을 받을 경우, 여성 대부분과 남성의 60% 가량은 유두가 발기하게 된다. 또한 50-75% 가량의 여성과 25% 가량의 남성은 피부 혈관이 충혈되어 홍조를 띄게 된다. 이 때의 홍조는 따뜻한 환경에서 더욱 자주 나타나며, 낮은 온도에서는 전혀 나타나지 않기도 한다. 이 홍조의 두드러지는 정도가 뒤따르는 오르가슴의 강도를 예측할 수 있는 지표라는 결과가 공통적으로 관찰되어 왔다.
여성이 홍조를 보일 때, 유방 아래쪽에서 연분홍의 부분들이 나타나기 시작해, 유방, 가슴, 얼굴, 손, 발바닥, 그리고 때론 몸 전체까지 퍼진다. 이 때의 충혈은 성적 각성 중에 음핵과 질벽의 색도 더욱 어둡게 한다. 남성 홍조의 경우 피부의 색 변화는 여성보다 덜하다. 하지만 기본적으로 배 위쪽에서 시작하여 가슴으로 퍼져, 그 다음에 목, 얼굴, 이마, 등, 가끔은 어깨와 팔뚝까지 퍼지게 된다.
이는 일반적으로 오르가슴에 도달한 바로 뒤에 사라지게 되는데, 다 사라지는 데는 간혹 두 시간 이상 걸리기도 하며, 가끔씩은 홍조가 사라질 때 다량의 땀을 흘리기도 한다. 홍조는 보통 이것이 나타나는 반대의 순서대로 사라진다.
특정 부위의 근육이 긴장하는 현상(근긴장)은 이것이 의식적이든 무의식적이든 간에, 이 단계의 남녀 모두에게서 발생한다. 또한, 외부 항문 괄약근은 접촉시 불규칙적으로(오르가슴을 겪는 중에는 접촉 없이) 수축하기도 한다.

### 남성의 흥분
남성의 경우 흥분기의 시작은, 에로틱한 자극을 가한 지 불과 몇 초만에 음경이 부분적으로 발기하는 것으로부터 관찰된다. 발기현상은 흥분기 전반에 걸쳐 줄어들거나 다시 발생하기를 반복할 수 있다. 양쪽 고환은 회음쪽으로 끌어올려지며, 포경수술을 한 남성의 경우엔 발기시 음경을 감쌀만 한 피부가 부족해 이 현상이 더욱 두드러진다. 또한, 발기 과정에서 음낭은 팽팽해지고 커질 수 있다.

### 여성의 흥분
여성의 경우, 유방의 정맥 혈관이 눈에 더 잘 띄게 되고 유방의 크기가 아주 약간 커지게 되는데, 이는 누워있을 때 눈에 더 잘 띈다. 대음순이 납작해져 얇아지며, 아이를 낳아보지 않은 여성의 경우 바깥 방향으로 솟아오르게 된다. 출산 경험이 있는 여성의 대음순은 두, 세배 정도의 크기로 커질 수 있다. 소음순 역시 커지게 되고 대음순에서 튀어나오게 되는데, 이 크기는 평상시의 크기와 연관이 있다. 음핵 귀두는 음경의 귀두처럼 부풀어오른다. 이후의 자극에서, 질 윤활액은 질벽의 충혈에 따라 분비된다. 질벽은 색이 검게 되고 평상시보다 부드러워진다. 또한 자궁은, 시간에 따라 점차 위로 이동해, 전체 질의 2/3 부분, 보통 7에서 10 cm 정도 위치로 들어간다.
남녀의 성적 흥분은 주관적인 심리요인에 따라 강한 영향을 받는다. 신경정신과 전문의 마크 블레크너는 이것을, D. H. 로렌스의 소설 채털리 부인의 연인에서 채털리 부인이 성교 시에 처음으로 전혀 흥분을 느끼지 못했다가, 조만간, 강렬하게 성적 흥분 상태에 빠져들었음을 인용해 "채털리 부인 현상"이라고 불렀다.

## 고조기
고조기는 오르가슴 직전의 성적 흥분상태를 보이는 단계이다.
고조기는 성반응 주기에서 흥분기에 뒤따르는 두 번째 단계이다. 계속해서 남녀간의 심박수가 증가하면서, 더해지는 자극과 함께 성적 쾌감이 증대되고, 그에 따라 근육의 긴장도 역시 증가한다. 또한 호흡이 가빠진다.
이 단계에서, 남성의 방광이 닫히고(정액이 오줌과 섞이는 걸 방지하고, 정액 역류를 예방하기 위해), 음경의 근육이 일정하고 반복적인 수축을 시작한다. 남성은 이때 정액이나 쿠퍼액을 분비할 수 있으며, 고환이 몸쪽으로 가깝게 당겨진다.
이 단계에서 여성은 여러 가지 현상을 나타낸다. 유륜과 음순이 두드러지게 커지고, 음핵이 안쪽으로 약간 들어가며 바르톨린 선이 윤활액을 만들어낸다. 질의 바깥쪽 1/3 정도의 조직이 상당히 많이 부풀고, 골반부위 근육이 조여져 질이 열렸을 때의 지름도 좁아지는데, 질의 이 바깥쪽 부분을 마스터스와 존슨은 오르가슴대라고 불렀다. 오르가슴을 경험해보지 못한 이들에게, 이 단계는 성적인 흥분의 최고점이 된다. 남성과 여성 모두 이 단계에서 무의식적으로 교성을 내기 시작하기도 한다.
절정기로의 진전 없이 고조기에서 너무 오래 머물게 되면 욕구 불만을 불러올 수 있다.

## 절정기(오르가즘기)
오르가슴은 성반응 주기에 있어서 고조기의 결말이라 할 수 있고, 이는 남성과 여성 모두가 경험한다. 이것은 항문과 생식기를 둘러싼, 골반저근에 속하는 근육의 반복된 빠른 수축을 동반한다. 여성은 또한 자궁과 질 수축을 경험한다. 오르가슴은 종종 다른 여러 가지 의도하지 않은 반응을 동반하는데, 탄성이라던가, 신체 여러 부위의 근육 경련, 그리고 몸 전체를 감싸는 도취감 같은 것이 그것이다. 심장 박동은 더욱 빨라진다.
남성의 경우 오르가즘은 보통 사정을 동반한다. 매 번 분출할 때마다 성적 쾌감을 동반하는데, 특히 음경과 허리에서 두드러진다. 또다른 쾌감은 등뼈 아래쪽이나 등 아래쪽에 집중된다. 첫번 째와 두 번째 격동에서 쾌감이 가장 강렬하고, 정액을 대량으로 방출한다. 그에 뒤따르는 매 회의 수축은, 분출되는 정액도 점차 감소하고 느껴지는 쾌감도 옅어지게 된다.
여성의 오르가슴은 또한 인간의 수정에 중요한 역할을 담당하기도 한다. 근육의 경련은 정자가 질 벽을 거슬러 올라가 자궁으로 들어가도록 도와주는 역할을 한다고 여겨진다.

## 쇠퇴기
쇠퇴기는 오르가슴 이후에 찾아오며 근육의 이완, 혈압의 감소를 유발하며 흥분되어있던 신체를 가라앉혀준다.
남성과 여성은 불응기를 겪을 수도, 겪지 않을 수도 있는데, 이에 따라 뒤따르는 자극에 의해 다시 고조기로 되돌아갈 수도 있다. 이는 남녀를 통틀어 다중 오르가슴이 가능하도록 한다. 하지만, 일반적으로 남성은 이 불응기를 경험하게 되며 절정기 이후의 자극이 고통스럽게 느껴질 수도 있다. 여성들은 이와 비슷한 불응기를 겪지 않을 수 있으므로, 거의 즉시 새로운 주기로 접어들기도 한다.
덧붙여, 불응기의 지속 시간은 사람에 따라 달라, 어떤 이는 순식간이지만(불응기 없음) 또 다른 이는 12에서 24시간 정도로 길기도 하다.

## 성교의 지속 시간
종종 성교는 남성이 사정하면서 끝이 난다. 그럼으로써 여성이 오르가슴에 도달할 시간을 갖지 못할 수 있다. 또한, 많은 남성들은 조루 때문에 괴로워한다. 반대로, 많은 여성들은 남성이 오르가슴에 도달하는 것보다 훨씬 오랫동안 자극을 필요로 한다.
여성이 흥분되는 데 더 많은 시간이 필요하다는 공감대가 형성되어있음에도 불구하고, 최근의 연구결과에서는 남성과 여성이 완전한 성적 각성을 얻는 데 걸리는 시간이 크게 차이나지 않는다고 나타났다. 캐나다 몬트리올의 맥길 대학교 건강 센터 연구진은 성적 각성을 얻기 위해 필요한 시간을 측정하는 데 생식기 주변의 온도변화를 영상으로 기록하는 방법을 사용했다. 연구진은 실험 참여자가 노골적인 성인 영화나 그림을 보았을 때 성적 흥분도가 최고점을 찍는 데 남성과 여성의 평균 모두 10분 정도의 시간이 필요하다는 결과를 얻었다. 물론 전희에 필요한 시간은 개인에 따라서도 매우 편차가 심하고, 환경에 따라 매 회 마다의 차이도 크다.
앨프리드 킨지의 연구에 따르면, 대상자 절반에 근접한 수의 남성이 삽입 후 사정하는 데 걸린 시간이 5분 이하였다. 5분의 1 정도의 남성은 10분 이상을 지속했다. 나머지는 한 시간 넘게 지속하기도 했다.
캐나다와 미국의 성 상담사들을 대상으로 한 설문조사에서, 삽입의 평균 시간은 7분이었는데, 이 중 1에서 2분은 너무 짧고, 3에서 7분은 나쁘지 않으며, 7에서 13분은 바람직하고, 10에서 30분은 너무 길다고 답했다.

## 같이 보기
- 성적 매력
- 전희
- 오르가슴
- 성감대
- 구강성교
- 성교